# Stàraia Kop
Stàraia Kop (en rus: Старая Копь) és un poble del krai de Krasnoiarsk, a Rússia, que el 2017 tenia 298 habitants. Pertany al districte de Karatuzski.